# Formica truncorum
Formica truncorum es una especie de hormiga del género Formica, familia Formicidae. Fue descrita científicamente por Fabricius en 1804.
Se distribuye por Estados Unidos, China, India, Japón, Kazajistán, Kirguistán, Mongolia, Corea del Norte, Pakistán, Corea del Sur, Turquía, Austria, Bielorrusia, Bélgica, Bulgaria, Croacia, República Checa, Dinamarca, Estonia, Finlandia, Alemania, Hungría, Italia, Letonia, Lituania, Moldavia, Países Bajos, Noruega, Polonia, Rumania, Rusia, Eslovaquia, Eslovenia, Suecia, Suiza y Ucrania. Se ha encontrado a elevaciones de hasta 1750 metros. Vive en microhábitats como pastizales, forraje y orillas de lagos.